# Gudrun Steinacker
Gudrun Elisabeth Steinacker (* 3. Januar 1951 in Düsseldorf) ist eine deutsche Diplomatin im Ruhestand. Zuletzt war sie von 2014 bis 2016 Botschafterin in Montenegro.

## Leben
Nach dem Abitur 1969 am Erzbischöflichen Suitbertus-Gymnasium Düsseldorf studierte Gudrun Steinacker von 1970 bis 1977 Geschichte, Sozialwissenschaften und Slawistik in Ludwig-Maximilians-Universität München, Westfälischen Wilhelms-Universität Münster sowie der Universität Belgrad.

## Laufbahn
1978 trat Steinacker in den Auswärtigen Dienst ein und fand nach Abschluss der Laufbahnprüfung zunächst von 1980 bis 1982 Verwendung im Auswärtigen Amt in Bonn und dann an der Ständigen Vertretung der Bundesrepublik Deutschland bei den Vereinten Nationen in New York City, ehe sie von 1983 bis 1985 wieder im Auswärtigen Amt beschäftigt war. Zwischen 1985 und 1995 folgten dann Verwendungen am Generalkonsulat in Zagreb, an der Ständigen Vertretung beim Europarat in Straßburg sowie an der Botschaft in Norwegen. Nach einer erneuten Tätigkeit im Auswärtigen Amt von 1995 bis 2000 folgten Tätigkeiten im Sekretariat der OSZE in Wien als Trainingskoordinatorin, an der Botschaft Italien, der Botschaft in Russland sowie Ständige Vertreterin des Botschafters in Bulgarien, wobei sie während dieser Zeit zeitweise auch Mitglied des Kirchenvorstandes der Deutschsprachigen Evangelisch-Lutherischen Kirchengemeinde Sofia war. Von September 2009 bis August 2011 war sie Generalkonsulin in Nowosibirsk. Nachfolger als Generalkonsul wurde Neithart Höfer-Wissing, der zuvor Gesandter für Presse und Öffentlichkeitsarbeit an der Botschaft in Russland war.
Von 2011 bis 2014 war Gudrun Steinacker als Nachfolgerin von Ulrike Knotz Botschafterin der Bundesrepublik Deutschland in Nordmazedonien. In dieser Funktion unterstützte sie auch Veranstaltungen der Deutsch-Nordmazedonischen Wirtschaftsvereinigung. 2014 wurde sie Nachfolgerin von Pius Fischer als Botschafterin in Montenegro, während Christine Althauser ihre Nachfolgerin als Botschafterin in Mazedonien wurde. Podgorica war ihr letzter Posten als aktive Diplomatin. Auch nach ihrer Pensionierung engagierte sie sich für den Balkan. Sie ist eine der Vizepräsidenten der deutschen Südosteuropagesellschaft, erhielt 2017 den EuroNatur-Preis für ihren Kampf zur Erhaltung des Naturraums Saline Ulcinj in Montenegro und steht als Programmdirektorin dem Westbalkan-Kurs der Internationalen Diplomatenausbildung des Auswärtigen Amtes vor.

## Veröffentlichungen
- Boris Ljubimow/Gudrun Steinacker: Meyerhold und Deutschland – Mejerchol'd i Germanija: Deutsch-Russische Kulturbegegnungen, Dialog Kul'tur 2003 - 2004, Moskau 2004, ISBN 5-87987-028-6
- Die Rolle der OSZE als regionale Sicherheitsorganisation bei der Bekämpfung des internationalen Terrorismus (ifsh.de, Seitenaufruf am 27. Januar 2020; PDF-Datei; 573 kB)
- Litkowka, ein russlanddeutsches Dorf in der westsibirischen Taiga (Memento vom 25. Februar 2016 im Internet Archive)